# Aldrans
Aldrans es una localidad situada en distrito de Innsbruck, en el estado de Tirol, Austria. Tiene una población estimada, a fines de 2021, de 2814 habitantes.
Está ubicada en el centro del estado, cerca de la ciudad de Innsbruck —la capital del estado—, del río Eno —un afluente derecho del Danubio— y de la frontera con Alemania, al norte, y con Italia, al sur.